# Tupolev Tu-126
Tupolev Tu-126 (Tên mã NATO: Moss) là một loại máy bay chỉ huy và cảnh báo sớm trên không được phát triển từ máy bay chở khách Tupolev Tu-114, do phòng thiết kế Tupolev thực hiện. Nó được trang bị cho quân đội Liên Xô từ năm 1965 tới 1984.

## Quốc gia sử dụng
Liên Xô
- Không quân Liên Xô
- Quân chủng phòng không Liên Xô

## Tính năng kỹ chiến thuật (Tu-126)
Dữ liệu lấy từ The Osprey Encyclopaedia of Russian Aircraft 1875–1995
Đặc tính tổng quan
- Kíp lái: 12
- Chiều dài: 56,5 m (185 ft 4 in) với ống tiếp liệu
- Sải cánh: 51,4 m (168 ft 8 in)
- Chiều cao: 16,05 m (52 ft 8 in) [2]
- Diện tích cánh: 311,1 m2 (3.349 foot vuông)
- Trọng lượng rỗng: 103.000 kg (227.076 lb)
- Trọng lượng có tải: 171.000 kg (376.990 lb)
- Sức chứa nhiên liệu: 60,800 kg (134 lb)
- Động cơ: 4 × Kuznetsov NK-12MV kiểu động cơ turboprop, 11,033 kW (14,795 hp) mỗi chiếc
- Cánh quạt: 8-lá Contra-rotating

Hiệu suất bay
- Vận tốc cực đại: 790 km/h (491 mph; 427 kn)
- Vận tốc hành trình: 520 km/h (323 mph; 281 kn) trên độ cao 9,000 m (30 ft)
- Tầm bay: 7.000 km (4.350 mi; 3.780 nmi) chỉ với nhiên liệu mang theo
- Thời gian bay: 20 giờ khi tiếp liệu 1 lần trên không
- Trần bay: 10.700 m (35.105 ft)
- Công suất/khối lượng: 0,26 kW/kg (0,16 hp/lb)